# Петерсен-Шмидт, Рикке
Рикке Петерсен-Шмидт (дат. Rikke Petersen Schmidt, родилась 14 января 1975 года в Орхусе) — датская гандболистка, дважды чемпионка Олимпийских игр (2000 и 2004).

## Достижения

### Клубные
- Победительница Лиги чемпионов ЕГФ: 2003/2004, 2004/2005 («Слагельсе»)
- Победительница Кубка ЕГФ: 2002/2003 («Слагельсе»)[1]
- Финалистка Кубка обладателей кубков: 2009/2010 («Вейен»)

### В сборной
- Олимпийская чемпионка: 2000, 2004
- Вице-чемпионка Европы: 2004

### Личные
- Лучший вратарь Олимпийских игр: 2004[2]
- Лучший вратарь чемпионата Дании: 2004[3]